# Andøy
Pour la localité en Belgique, voir Andoy.
Andøy est la plus septentrionale des municipalités du comté de Nordland en Norvège. Elle appartient à l'archipel de Vesterålen.

## Description
Andøy a été créé le 1er janvier 1964 de la fusion des anciennes municipalités de Andenes, Bjørnskinn et Dverberg. La municipalité comprend l'île principale d'Andøya et la partie nord-ouest de Hinnøya, à l'est de Risøysundet, ainsi que 189 petites îles, îlots et récifs environnants. Le chef-lieu de la commune est le village d'Andenes.

### Îles
- Andøya
- Bleiksøya
- Hinnøya

### Localités
- Å (69° 02′ 00″ N, 15° 53′ 00″ E)
- Åknes (68° 58′ 00″ N, 15° 27′ 00″ E)
- Andenes (69° 19′ 13″ N, 16° 08′ 34″ E)
- Åse (69° 01′ 00″ N, 15° 48′ 00″ E)
- Bjørnskinn (69° 00′ 02″ N, 15° 37′ 46″ E)
- Bleik (69° 16′ 59″ N, 15° 59′ 54″ E)
- Bø (69° 02′ 42″ N, 15° 32′ 04″ E)
- Dragnes
- Dverberg (69° 06′ 13″ N, 15° 56′ 57″ E)
- Fiskenes (69° 15′ 49″ N, 16° 10′ 36″ E)
- Forfjord (68° 50′ 08″ N, 15° 39′ 43″ E)
- Fornes (68° 51′ 49″ N, 15° 34′ 47″ E)
- Lovika (68° 58′ 00″ N, 15° 44′ 00″ E)
- Myrset (69° 09′ 00″ N, 16° 04′ 00″ E)
- Nordmela (69° 08′ 00″ N, 15° 41′ 00″ E)
- Nøss (69° 05′ 00″ N, 15° 34′ 00″ E)
- Risøyhamn (68° 58′ 00″ N, 15° 38′ 00″ E)
- Skarstein (69° 14′ 58″ N, 16° 08′ 30″ E)
- Skjoldehamn (68° 52′ 00″ N, 15° 30′ 30″ E)
- Sørmela (68° 59′ 00″ N, 15° 27′ 00″ E)
- Stave (69° 13′ 00″ N, 15° 52′ 00″ E)
- Toften
- Tranesvågen

### Zones de conservation de la nature
Andøya :
- Réserve naturelle d'Åholmen
- Réserve naturelle de Risøysundet
- Réserve naturelle de Skogvoll
- Réserve naturelle de Bleiksmorenen
- Réserve naturelle de Bleiksøya
- Réserve naturelle d'Endletvatn
- Réserve naturelle de Sormela

Hinnøya :
- Réserve naturelle d'Eikeland
- Réserve paysagère d'Eikefjelldalen
- Réserve naturelle de Forfjorddalen
- Réserve naturelle de Forfjorden